# Quatuor LaSalle
Le Quatuor LaSalle (LaSalle Quartet) est un quatuor à cordes américain fondé à Cincinnati en 1946 et dissous en 1988. Il s'est essentiellement fait connaître comme l'interprète éminent de la seconde école de Vienne.

## Historique
Formé d'élèves de la Juilliard School of Music, il devient quatuor-résident de l'université du Colorado, puis  de l'université de Cincinnati où ses membres enseignent.
Le nom du quatuor a été donné par hasard en référence à LaSalle Street à Manhattan : "A la veille d'un concert, où ils doivent remplacer au pied levé leurs maîtres du Quatuor Juilliard, l'ensemble n'a encore aucun patronyme. Robert Mann, premier violon du Quatuor Juilliard, choisit alors en toute hâte celui du coin de la rue qu'il apercevait depuis la fenêtre d'où il téléphonait à l'organisateur du concert."

## Membres
À partir de 1958, le Quatuor LaSalle a joué un quatuor d'Amati acquis auprès du grand collectionneur new-yorkais Gerald Warburg.

### Premier violon
- Walter Levin (en)

### Deuxième violon
- Henry Meyer

### Alto
- Peter Kamnitzer

### Violoncelle
- Richard Kapuscinski (1946-1955)
- Jack Kirstein (1955-1975)
- Lee Fiser (1975-1988)

## Créations
- Quatuor no 1 de Ligeti
- Quatuor no 1 de Penderecki